# Vliedberg van Westenschouwen
De vliedberg van Westenschouwen was een mottekasteel in de Nederlandse buurtschap Westenschouwen, provincie Zeeland. De vliedberg lag circa 300 meter ten zuiden van de in 1845 afgebroken kerktoren.
De vliedberg zal zijn ontstaan in twee fasen. De oudste fase betreft de 10e en 11e eeuw waarbij er sprake was van een vluchtheuvel of huisterp. In de volgende fase is deze heuvel opgehoogd ten behoeve van de bouw van het kasteel.
In 1834 was er nog een heuvel aanwezig. Deze was zeven meter hoog en had een diameter van 47 meter. Er moet een voorhof zijn geweest. Het complex werd door grachten omgeven.
De heuvel is tussen 1841 en 1873 afgegraven, maar de Westerseweg maakte tot aan de ruilverkavelingen na de Watersnoodramp van 1953 nog een bocht om de voormalige motte heen.
Tijdens het afgraven van de heuvel zijn tufstenen gevonden die vanwege hun gelijkenis met roggebrood ook wel 'broodkistjes' werden genoemd. Dit zorgde ervoor dat het perceel waar de voorhof heeft gestaan de naam Broodkistje kreeg. Het perceel waar de motte zelf stond, werd Bergwei genoemd.
In 1957 vond de Geologische Dienst opnieuw stukken tufsteen. Tevens werden aardewerkscherven gevonden die dateren uit de 10e en 11e eeuw.
Het terrein van de voormalige motte is sinds 1998 deels overbouwd.
Aldegonde · Kasteel van Axel · Baarland · Baarsdorp · Barbestein · Biervliet · Bieweg · Blodenburg · Huis der Boede · Brijdorpe · Bruëlis · 't Burchtje · Burggravensteen · Buttinge · Coxijde · Crayenstein · Duinbeek · Duivelsberg · Ellewoutsdijk · Filippenburg · Geersdijk · Gistellis · Gravenhof · Slot Haamstede · Kasteel Hellenburg · Herkestein · Heuvelsweg · Hoge Huis · Ter Hooge · Hoogkamer · Kats · Kind van Trente · Kleverskerke · Kortgene · Kreke · Kruiningen · Laterdale · Lodijke · Maalstede (Hulst) · Maalstede (Kapelle) · Magdalon · Hof Ter Moere · Moermond · Te Mortiere · Muiden · Hof ter Nisse (Nisse) · Hof ter Nisse (Ossenisse) · Oostende · Oostende (Goes) · Oosterstein · Poelvoorde · Poortvliet · Popkensburg · De Pottere · Poucques · Pronkenburg · Ravenstein · Saeftingher Slot · Kasteel van Sint-Maartensdijk · Schengen · Sluis · Smallegange · Stavenisse · Tolhuis van Iersekeroord · Huus ter Tolne · Torenberg · Torenhoeve · Toren van Bourgondië · Troye · Valkenisse · Vinninghen · Vlissingen · Voorhoute · Waarde · Watervliet · Weldamme · Welland · Huis te Werf · Te Werve · Westenschouwen · Westhove · Westkerke · Windenburg · Zandenburg · Zwanenburg